# Phiale huadquinae
Phiale huadquinae är en spindelart som beskrevs av Chamberlin 1916. Phiale huadquinae ingår i släktet Phiale och familjen hoppspindlar. Inga underarter finns listade i Catalogue of Life.